# Sunila Apte
Sunila Apte (Marathi सुनीला आपटे; * um 1943) ist eine indische Badmintonspielerin.

## Karriere
Sunila Apte wurde 1962 erstmals nationale Meisterin in Indien. Zwei weitere Titelgewinne folgten 1964 und 1967. nahm er sie an den Badminton-Weltmeisterschaften teil. 1963 siegte sie bei den Meisterschaften von Sri Lanka. Bei den All England 1967 stand sie in der zweiten Runde des Dameneinzels.